# شوهي ميتسهاشي
شوهي ميتسهاشي (باليابانية: 三橋 秀平) (18 يوليو 1994 في كاناغاوا في اليابان – )؛ هو لاعب كرة قدم سابق كان يلعب كلاعب وسط.

## وصلات خارجية
- شوهي ميتسهاشي على موقع رابطة كرة القدم اليابانية للمحترفين (اليابانية)
- شوهي ميتسهاشي على موقع Soccerway.com (الإنجليزية)